# Marianne Heemskerk
Marianne Heemskerk (Róterdam, Países Bajos, 28 de agosto de 1944) es una nadadora neerlandesa retirada especializada en pruebas de estilo mariposa, donde consiguió ser subcampeona olímpica en 1960 en los 100 metros.

## Carrera deportiva
En los Juegos Olímpicos de Roma 1960 ganó la medalla de plata en los 100 metros mariposa, con un tiempo de 1:10.4 segundos, tras la estadounidense Carolyn Schuler y por delante de la australiana Jan Andrew; y en el Campeonato Europeo de Leipzig 1962 ganó el bronce en la misma prueba.